# 南湖镇 (民勤县)
南湖镇，是中华人民共和国甘肃省武威市民勤县下辖的一个镇。
2016年，甘肃省民政厅批复同意撤销南湖乡，设立南湖镇。

## 行政区划
南湖镇下辖以下地区：
夹岗井村、麻莲井村、甘草井村、西井村和南井村。